# Ihor Kul'čyc'kyj
Ihor Jevstachovyč Kul'čyc'kyj (in ucraino Ігор Євстахович Кульчицький?, in russo Игорь Евстафьевич Кульчицкий?, Igor Evstaf'evič Kul'čickij; Leopoli, 13 agosto 1941) è un ex calciatore sovietico dal 1991 ucraino, di ruolo centrocampista.

## Carriera

### Club
Durante la sua carriera ha giocato solo con il Karpaty L'viv, in cui ha trascorso 9 anni.

### Nazionale
Con la Nazionale sovietica conta 2 presenze nel 1971.

## Palmarès
- Coppa dell'URSS: 1

Karpaty L'viv: 1969